# Jesús Monzón Repáraz
Jesús Monzón Repáraz (castellà: Jesús Monzón)  (Pamplona, 22 de gener de 1910 - Pamplona, 24 d'octubre de 1973) fou un polític navarrès d'ideologia comunista.

## Inicis
Pertanyia a una família burgesa i acomodada de Pamplona (Navarra). El seu pare, Cipriano Monzón, era un metge originari de Marcilla. La posició social de la seva família li va permetre fer íntima amistat amb persones de tot l'espectre polític. Va estudiar amb els jesuïtes de Tudela i després va obtenir el títol d'advocat a la Universitat de Saragossa. Durant la seva etapa universitària, va entrar en contacte amb el marxisme i va ingressar al Partit Comunista d'Espanya. Finalitzats els seus estudis, va tornar a Navarra, on va ser un dels creadors de la primera agrupació navarresa del PCE. Es va casar amb Aurora Gómez Urrutia, pertanyent a l'entorn d'Izquierda Republicana, amb la qual va tenir un fill, Sergio. La mort del seu fill provocaria la separació entre tots dos. Monzón estaria unit sentimentalment a tres dones més al llarg de la seva vida, per tornar amb Aurora després de ser excarcerat el 1959.
A finals de 1932 va ingressar com a escrivà a la Diputació. Màxim responsable del comunisme a Navarra (petit però molt actiu) des de 1934, el 1935 va organitzar una vaga general de la construcció al costat dels sindicats carlins. Després de la creació del Front Popular, Monzón va ser el candidat comunista en les candidatures del Front Popular Navarrès a les eleccions generals espanyoles de 1936. Coneguts els resultats, quan el triomf global del Front Popular es va veure confrontat amb el floc de la representació navarresa pel Bloc de Dretes, va encapçalar l'assalt al Palau de la Diputació el març de 1936, pistola en mà per forçar la designació d'una gestora de la diputació afí al Front Popular (la diputació en funcions havia estat escollida el febrer de 1935, després d'una llei promulgada per Rafael Aizpún, llavors ministre de Justícia, i la destitució de tots els regidors esquerrans —els diputats havien de ser escollits pels regidors de cada merindad— al novembre de 1934 per part del govern radical-cedista per la seva suposada participació en els fets revolucionaris d'octubre de 1934, que no van tenir amb prou feines repercussió a Navarra)
Els assaltants van aconseguir sortir, però Monzón va ser detingut. A la tarda una manifestació de suport acaba en incidents enfront de la seu del Diari de Navarra on es va produir la mort de dues persones per trets, una dona i un jove de 16 anys. Malgrat l'acció en la qual va participar Monzón, la gestora no va ser destituïda, ja que la llei que ho decretava, aprovada al juliol de 1936 no va arribar a entrar en vigor. Al març de 1936, Monzón és nomenat president del Front Popular Navarrès.

## Monzón durant la guerra civil
Quan es va produir la revolta militar que a Pamplona estava prevista pel 19 de juliol, un amic carlí, Francisco Lizarza (germà del conspirador Antonio de Lizarza), l'acollí a la seva casa del Segon Eixample, la qual cosa li va evitar convertir-se en una de les víctimes de la repressió per part dels revoltats a Navarra.
Va aconseguir fugir a França passant d'aquí al País Basc republicà (desembre de 1936), on va ser nomenat fiscal del Tribunal Popular del Govern Basc. Va intentar també organitzar als militants locals del PCE. No obstant això, el Front Nord va caure abans que aconseguís assolir el seu objectiu. A la caiguda de Bilbao va passar a França i d'aquí va tornar a l'Espanya republicana per Catalunya, on va organitzar una columna vasconavarresa que es va integrar en l'Exèrcit Popular. Gairebé immediatament, va ser nomenat pel govern Negrín governador civil d'Albacete (13 de juliol de 1937), i immediatament després, d'Alacant (18 de juliol). Va ser governador civil d'Alacant fins a 1938, quan va ser nomenat governador civil de Conca (25 de maig)(com a governador civil d'Alacant intervingué perquè Antonio de Lizarza, que era presoner a Madrid, pogués passar a la zona franquista).
En els últims mesos de la guerra, Juan Negrín li va oferir el càrrec de sotssecretari del Ministeri de Defensa. No obstant això, el cop d'estat del coronel Casado li impedí prendre possessió i juntament amb altres líders comunistes com Dolores Ibárruri ha d'abandonar el país cap a Orà (7 de març), a l'Algèria francesa.

## L'exili i la presó
Des d'Orà passa a França i participa en l'organització de l'evacuació de refugiats cap a Sud-amèrica i la Unió Soviètica. A diferència de la direcció del PCE, Monzón va romandre a França tractant de reorganitzar el PCE i organitzant la resistència dels refugiats espanyols contra l'ocupació nazi de França, juntament amb Manuel Azcárate i Gabriel León Trilla, l'anomenada Agrupació de Guerrillers Espanyols, sota control comunista.
Monzón també fou artífex de la Unión Nacional intentant unir a sectors monàrquics i democràtics de la dreta amb l'esquerra republicana i comunista amb la finalitat de derrocar Francisco Franco.
Posteriorment, després de la Segona Guerra Mundial en què l'Agrupació de Guerrillers Espanyols, que havia lluitat contra els nazis i participat en la lluita de França, s'havia convertit en un exèrcit de 10.000 homes inclosa una brigada basca del PNB. Aquest exèrcit va dur a terme el 1944 la Invasió de la Vall d'Aran en la que entre 4.000 y 7.000guerrillers creuaren els Pirineus però sense arribar a crear un territori alliberat. Aquesta invasió mal planificada i pèssimament executada, va ser desbaratada fàcilment per l'Exèrcit espanyol. Monzón va retornar a França, on va patir la desautorització de Santiago Carrillo. Segons Enrique Líster hauria estat executat per la direcció del PCE, si no arriba a ser detingut a Barcelona.
Monzón passà per les presons de Barcelona, Bilbao i El Dueso esperant una condemna a mort per la seva responsabilitat amb els maquis. Alhora els seus companys de partit l'aïllaren. Per la intercessió de Tomás Garicano Goñi, Aranzadi i altres amics, Monzón és finalment condemnat a 30 anys de presó. Va ser indultat a finals de 1959, traslladant-se a Mèxic on vivia la seva exdona.
Tornà a Espanya el 1968 i s'establí a Mallorca el 1969 i funda l'Institut Balear d'Estudis Empresarials. Morí a Pamplona el 1973. El 1986, el PCE el va rehabilitar formalment.